# Jair Bolsonaro
Jair Messias Bolsonaro (brazíliai portugál: [ʒaˈiʁ meˈsi.ɐz bowsoˈnaɾu]) (Glicério, 1955. március 21. –) brazil politikus, 2019. január 1. és 2023. január 1. között Brazília elnöke. Szélsőjobboldalinak és populistának minősített nézetei voltak.

## Életrajz
Bolsonaro egy dél-brazíliai városban született olasz származású, német gyökerekkel is rendelkező családban.

### Katonai karrierje
A gimnázium utolsó évében Bolsonarót felvették a brazil hadsereg előkészítő iskolájába, majd 1977-ben diplomázott az Academia Militar das Agulhas Negrasban (Brazília fő katonai akadémiáján). Rövid szolgálatot teljesített a hadsereg ejtőernyős osztagában. Felettes tisztjei „ambiciózusnak és agresszívnek” nevezték. Első nyilvános szereplése 1986-ban volt, amikor a Veja magazinnak nyilatkozott az alacsony katonai fizetésekről. Tettéért felettesei nehezteltek rá, ugyanakkor a katonacsaládoknál igen népszerű lett. 1988-ban századosi rendfokozattal szerelt le.

### Politikai karrierje
1988-ban lépett a politikai életbe, amikor megválasztották Rio de Janeiro városi tanácsába a Kereszténydemokrata Párt (PCD) színeiben. 1990-ben a PCD színeiben a szövetségi kongresszus tagjává választották. Hivatalát négy egymást követő ciklusban is meg tudta őrizni. Párttagságát az évek alatt folyamatosan változtatta, de mindig jobboldali tömörüléshez csatlakozott. 2014-ben a legmagasabb szavazati aránnyal, 464 ezer szavazattal választották újra.
Bolsonaro 27 évig volt a kongresszus tagja, ez idő alatt 171 törvényjavaslatot és egy alkotmánymódosítási javaslatot terjesztett elő.
2018 januárjában elhagyta a Keresztényszociális Pártot, és a Szociálliberális Párthoz csatlakozott, ahol egy markáns konzervatív szélsőjobbos oldalt foglalt el. Ennek következtében a párt liberális csoportja, a Livres elhagyta a pártot.
2018 októberében – mint a jobboldal jelöltje – előbb az elnökválasztás első, majd – a baloldali Munkáspárt jelöltjét, a libanoni keresztény származású Fernando Haddadot megelőzve – a második fordulóját is megnyerte. 2022-ben szoros versenyben, de alulmaradt a korábbi elnökkel, Luiz Inácio Lulával szemben.
2025 februárjában puccs kísérlete miatt vádat emeltek ellene, amely szerint riválisa, Luiz Inácio Lula da Silva megmérgezése és egy bíró megölése is tervbe volt véve azért, hogy hivatalában maradhasson a 2022-es választási veresége után is. 2025 júliusától jeladóval ellátott bokabilincs viselésére kötelezték, egyben korlátozták mozgását és azon személyek körét, akikkel érintkezhet.

## Elnöksége
Bolsonarót 2019. január 1-jén iktatták be hivatalába. Az ünnepségen Orbán Viktor magyar miniszterelnök is jelen volt. A parlamentben később elmondott első elnöki beszédében arra tett ígéretet, hogy végleg megszabadítja az országot „a korrupció jármától, a bűnözéstől, a gazdasági felelőtlenségtől és az ideológiák bilincseitől”.
Elnökségét számos kritika érte, többek között a Covid19-járvány kezelése, a brazíliai őslakosok jogainak csorbítása, és az amazóniai őserdők felégetése miatt. A 2022-es elnökválasztáson alulmaradt Lula da Silvával szemben.